# Walentin Wiktorowitsch Tschistjakow
Walentin Wiktorowitsch Tschistjakow (russisch Валентин Викторович Чистяков, engl. Transkription Valentin Viktorovich Chistyakov; * 1. November 1939 in Rostow am Don; † 28. Juli 1982) war ein sowjetischer Hürdenläufer.
Über 110 m Hürden wurde er Sechster bei den Olympischen Spielen 1960 in Rom. 1961 siegte er bei der Universiade, und 1962 wurde er Fünfter bei den Leichtathletik-Europameisterschaften in Belgrad. Bei den Olympischen Spielen 1964 in Tokio wurde er im Halbfinale disqualifiziert.
Bei den Europäischen Hallenspielen gewann er über 50 m Hürden 1967 in Prag Silber und wurde 1968 in Madrid Sechster.
Seine persönliche Bestzeit über 110 m Hürden von 13,7 s stellte er am 15. Juni 1968 in Riga auf.
Er war mit der Sprinterin Natalja Tschistjakowa verheiratet. Der gemeinsame Sohn Wiktor Tschistjakow war als Stabhochspringer erfolgreich.